# Дигни руку / Ходници сећања
Дигни руку / Ходници сећања је трећи сингл музичке рок групе Галија. Објављен је 1986. године за издавачку кућу ПГП РТБ на винил формату.